# Josephine Conger-Kaneko

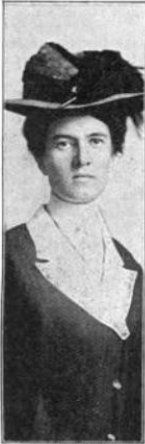
Josephine Conger-Kaneko, 1909

Josephine Conger-Kaneko (geboren 5. Mai 1875 in Centralia, Missouri, USA; gestorben 28. Juli 1934) war eine US-amerikanische sozialistisch orientierte Journalistin und Feministin.

## Leben und Werk

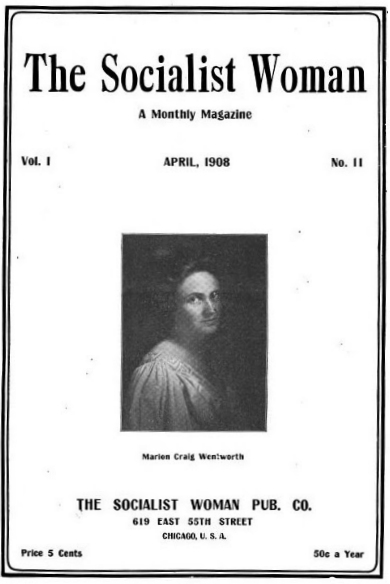
The Socialist Woman Magazin-Umschlag April 1908

Josephine Conger-Kaneko studierte am Christian College“ in Columbia (Missouri) und am Ruskin College in Trenton (Missouri). Von 1903, sie wurde gerade Mitglied der  Sozialistischen Partei Amerikas, bis 1905 war sie eine Herausgeberin von „Appeal to Reason“, einem populären Blatt, das in Girard (Kansas) publiziert wurde.

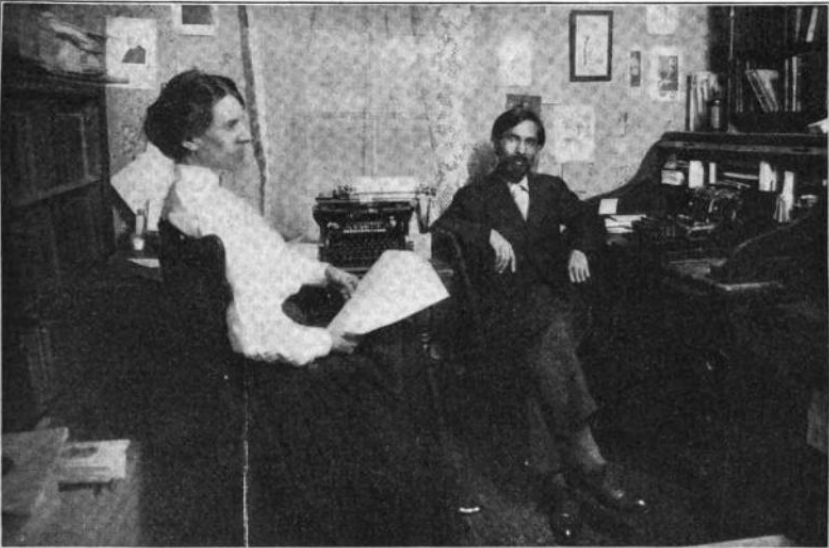
Josephine mit ihrem Mann

1905 heiratete Josephine Conger den japanischen Sozialisten Kiichi Kaneko. 1907 gründete sie mit ihrem Ehemann in Chicago ein monatliches Magazin „The Socialist Woman“, das 1909 in „The Progressive Woman“ umbenannt wurde. Dies Magazin war einzigartig, was die häufigen Artikel über japanische Frauen anbetraf.
Conger-Kaneko arbeitete auch als Herausgeberin von „Home Life Magazine“ und „The Mother’s Magazine“. Sie setzte dies noch ein oder zwei Jahre fort. Nach 1914 zog Conger-Kaneko nach Chicago, wo sie weiterhin sie das Magazin „The Coming Nation“ veröffentlichte. Im Mai 1916 wurde Conger-Kaneko als neuer Herausgeber von „Home Life“, einer ebenfalls in Chicago erscheinenden Zeitschrift, engagiert.
Conger-Kaneko verfasste unter anderem 1901 „Tray Toughts“, 1903 „Little Love and Nature Poems“, 1913 „Woman’s Slavery“, „Woman’s Voice: An Anthology“.